# إبراهيم الكيلاني
الدكتور إبراهيم الكيلاني (1916 - 2004) مفكر وفيلسوف ومؤرخ عربي سوري.

## نسبه
هو إبراهيم الكيلاني" يرجع نسبه إلى العالم القطب الأكبر الشيخ عبد القادر الجيلاني الذي يعود نسبه إلى الإمام الحسن السبط ابن أمير المؤمنين علي بن أبي طالب والسيدة فاطمة الزهراء بنت رسول الله محمد صلى الله عليه وسلم.
- ولد الدكتور إبراهيم الكيلاني بدمشق عام 1916.

## سيرته
- - سافر إلى فرنسا وتابع دراسته الجامعية فيها ونال شهادة الليسانس في عام 1937.
- - في عام 1948 فاز بشهادة الدكتوراة في الآداب من جامعة السوربون بفرنسا.
- - عاد إلى دمشق وعمل مدرسًا للآدب واللغة العربية في ثانوياتها.
- - انتدب من قبل الحكومة السورية للإشراف على الإدارة في الكلية العلمانية «اللاييك».
- - ترأس على مدى سبع سنوات تحرير مجلة «الآداب الأجنبية».
- - من أوائل المنتسبين لاتحاد الكتاب العرب.
- - في عام 1989 منح جائزة تقديرية من اتحاد الكتاب العرب مناصفة مع الأستاذ وليد اخلاصي.
- - عضو هيئة تحرير «مجلة التراث العربي».
- - عضو جمعية النقد الأدبي.
- - في عام 1994 أقامت له مجلة الثقافة بالتعاون مع وزارة الثقافة حفلًا تكريميًا كبيرًا.
- - ساهم في إغناء المكتبة العربية بأكثر من أربعين كتابًا في التأليف والترجمة.
- - ساهم في ربط خيوط التواصل الثقافي والحضاري بين اللغة الفرنسية واللغة العربية.
- - مُنح وسام الاستحقاق السوري من الدرجة الممتازة.

## من أعماله
- - ترجم العديد من الكتب عن الفرنسية ترجمة صحيحة.
- - قام بإعادة كتب ومخطوطات الأديب «أبي حيان التوحيدي» من تحقيق ومراجعة وتدقيق.
- - قام بدراسة حياة وأعمال عدد من الأعلام المعاصرين ومنهم أسعد باشا وعزة باشا العابد ورضا باشات الركابي.
- - قدّم دراسات عن بعض الأدباء والشعراء والأعلام منهم أحمد الصافي النجفي ومعروف الرصافي ومحمد البزم وخليل مردم بك وشكري فيصل.

## من مؤلفاته
- - الحجاج، الحاكم والخطيب - 1944 - دمشق.
- - أوج التحري عن حيثية أبي العلاء المعري - 1944 - تحقيق - دمشق.
- - الأدباء العشرة - 1945 - دمشق.
- - الوجيز في الأدب العربي - 1946 - دمشق.
- - عبقريات شامية - 1946 - دمشق.
- - ثلاث رسائل لأبي حيان التوحيدي - تحقيق - 1951 - دمشق.
- - أدبيات من الغرب - 1955 - دمشق.
- - العالم السينمائي وصلته بالثقافة والفن - 1960 - دمشق.
- - مثالب الوزيرين لأبي حيان التوحيدي - 1961 - تحقيق - دمشق.
- - الصداقة والصديق لأبي حيان التوحيدي - 1961- تحقيق - دمشق.
- - أبو حيان التوحيدي - 1960 - القاهرة.
- - أدباء من الجزائر - 1962 - القاهرة.
- - البصائر والذخائر لأبي حيان التوحيدي «7 مجلدات» - 1964 - 1970 - تحقيق - دمشق.
- - محمد البزم شاعر العربية ونحويتها - 1969 - دمشق.
- - الأوراق - 1969 - دمشق.
- - تسع رسائل لأبي حيان التوحيدي - 1971 - تحقيق - دمشق.
- - شخصيات - 1973- دمشق.
- - معروف الرصافي - 1978 - دمشق.
- - الإمتاع والمؤانسة «مجلدان» لأبي حيان التوحيدي - تحقيق - 1978 - دمشق.
- - الشاعر أحمد الصافي النجفي - 1980 - دمشق.
- - رسائل أبي حيان التوحيدي - 1991 - تحقيق - دمشق.
- - شخصيات وصور أدبية - 1993 - دمشق.
- - أسمار وأحاديث - 1995- دمشق.

## في الترجمة
- - تاريخ الأدب العريب «3 مجلدات» - 1984 - دمشق.
- - الجاحظ - 1985 - دمشق.
- - توباز - مسرحية - 1961 - دمشق.
- - كنوك أو انتصار الطب - مسرحية - 1962 - دمشق.
- - تاريخ السينما في العالم - 1968 - بيروت.
- - العمال الجزائريون في فرنسا - 1980- دمشق.
- - أبو الطيب المتنبي - 1985 - دمشق.
- - الغزل عند العرب «مجلدان» - 1985 - دمشق.
- - الأدب الجزائري المعاصر - 1991 - دمشق.
- - النقد الكلاسيكي أعلامه وأصوله - 1989 - دمشق.
- - إسرائيل والصهيونية السياسية - 1984 - دمشق.

## وفاته
توفي سنة 2004